# Озтрак, Фаик
Фаик Озтрак (род. 26 марта 1954) — турецкий политик. Член республиканской народной партии. Занимал должность заместителя председателя партии.

## Биография
Родился в Анкаре, сын министра внутренних дел Орхана Озтрака. Дед Фаика Озтрака, Мустафа Фаик Озтрак, занимал пост министра внутренних дел. Также Фаика приходится племянником первому генеральному секретарю TRT Аднану Озтраку и главному советнику президента Турции Ильхану Озтраку.
В 1973 году Фаик Озтрак окончил французский лицей в Стамбуле, в 1977 году — Анкарский университет. Затем получил степень магистра в Бирмингемском университете (Великобритания).
С 1978 года работал в организации государственного планирования. Вёл колонку в газете «Milliyet», где дважды в неделю освещал вопросы экономической политики. Недолгое время преподавал в университете Бахчешехир. В соавторстве с экспертами из написал работу по проблеме вхождения Турции в ЕС.
В 2007 году был избран членом Великого национального собрания от республиканской народной партии (РНП). Переизбирался в 2011, июне и ноябре 2015 года. В 2010—2016 годах занимал должность заместителя председателя РНП.